# Sint Anthonis

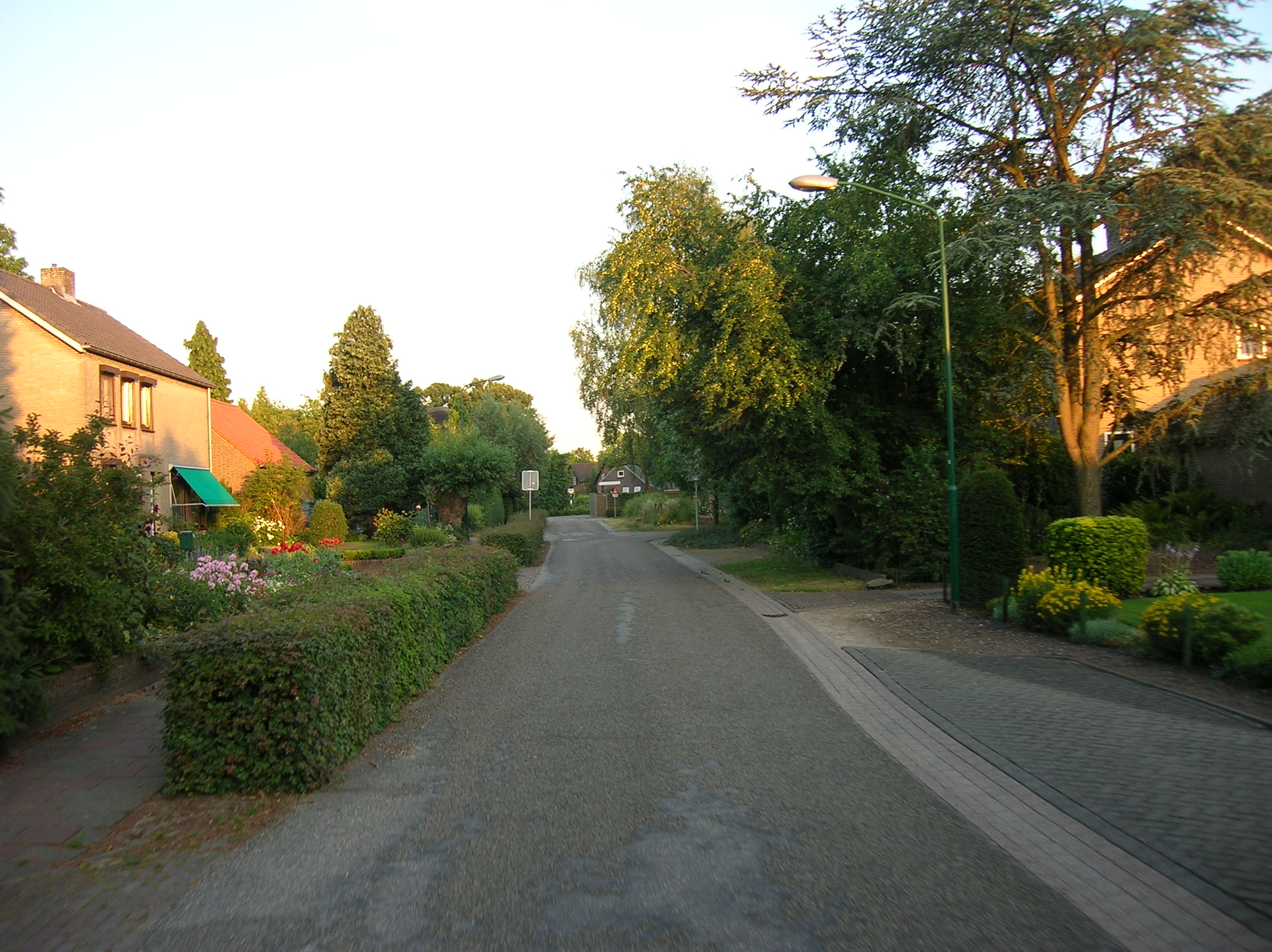

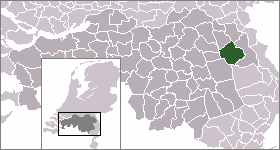
Lägeskarta

Sint Anthonis är en kommun i provinsen Noord-Brabant i Nederländerna. Kommunens totala area är 99,81 km² (där 0,49 km² är vatten) och invånarantalet är 11 780 invånare (1 februari 2012).